# Johann von Mikulicz
Johann baron von Mikulicz-Radecki, né le 16 mai 1850 à Tchernivtsi (empire d'Autriche) et mort le 4 juin 1905 à Breslau (Empire allemand), est un chirurgien germano-polonais-autrichien ayant travaillé principalement sous l'Empire allemand. Il a enseigné à Cracovie, Wrocław et Königsberg. Il est l'inventeur de nouvelles techniques et de nouveaux outils opératoires et est l'un des pionniers concernant l'usage des antiseptiques et aseptiques. Il est considéré comme l'un des fondateurs de l'école de chirurgie de Cracovie.

## Biographie
Ses ancêtres parentaux viennent de la noblesse polonaise, les Mikulicz ayant reçu les armoiries de Gozdawa du roi Jean III Sobieski après la bataille de Vienne de 1683. Sa mère, Emilie baronne von Damnitz était d'origine autrichienne. Johann von Mikulicz parle couramment l'allemand qui est sa langue maternelle, mais aussi le polonais, le russe et l'anglais. 
Après avoir terminé ses études à l'université de Vienne sous la direction de Theodor Billroth, il devient directeur de chirurgie à l'université Jagellonne de Cracovie, à l'université de Königsberg de Kaliningrad et à partir de 1890, à l'université de Breslau.
Les innovations de Mikulicz-Radecki en matière de techniques opératoires concernant une grande variété de maladies ont contribué au développement de la chirurgie moderne. Il a apporté une contribution prodigieuse à la chirurgie du cancer, en particulier sur les organes du système digestif. Il a été le premier à suturer un ulcère gastrique perforé en 1885, à restaurer chirurgicalement une partie de l'œsophage en 1886, à enlever une partie maligne du côlon en 1903 et à décrire ce que l'on appelle aujourd'hui la maladie de Mikulicz, c'est-à-dire la lésion lymphoépithéliale bénigne (en).
En 1881, il met au point des modèles améliorés d'endoscopie digestive haute. Ardent défenseur des antiseptiques, il a beaucoup contribué à populariser les méthodes antiseptiques de Joseph Lister. Il a créé le masque chirurgical et a été le premier à utiliser des gants médicaux pendant les opérations.
Il reçoit un doctorat honorifique (LL.D) de l'université de Glasgow en juin 1901.

## Travaux
- Pyloroplastie de Heineke-Mikulicz (pl) : reconstruction du canal pylorique par une incision longitudinale du pylore et suture transversale de l'incision. Nommée en même temps que le chirurgien allemand Walter Hermann von Heineke (de).
- Stricureplastie de Heineke-Mikulicz (en) : l'une des deux procédures couramment employées pour soulager les sténoses fibreuses de l'intestin grêle, l'autre étant la stricturoplastie de Finney (en).
- Cellules de Mikulicz : Cellules vésiculaires trouvées dans le tissu malade en cas de rhinosclérome (en).
- Maladie de Mikulicz : Infiltration lymphocytaire bénigne et hypertrophie des glandes lacrymales et salivaires. Elle a souvent été qualifiée de lésion lymphoépithéliale bénigne, mais elle est désormais considérée comme une manifestation d'une Maladie à IgG4.
- Drainage de Mikulicz (en) : Processus consistant à pousser des couches successives de gaze dans une plaie ou une cavité.
- Entérotome de Mikulicz (terme historique) : Ciseaux spéciaux mis au point par Guillaume Dupuytren. L'entérotome est utilisé en chirurgie abdominale.
- Masque de Mikulicz (terme historique) : Cadre recouvert de gaze porté sur le nez et la bouche lors d'une opération.
- Tampon de Mikulicz (terme historique) : Tampon de gaze utilisé en chirurgie abdominale.
- Syndrome de Mikulicz : Symptômes caractéristiques de la maladie de Mikulicz lorsqu'elle survient comme complication d'une autre maladie, telle que la leucémie ou la sarcoïdose.
- Opération Mikulicz-Vladimiroff ; également appelée amputation Mikulicz-Vladimiroff (terme historique) : résection du pied dans les maladies de l'astragale et du calcanéum.